# Estrés psicológico
El estrés psicológico es un sentimiento de tensión y angustia emocional. El estrés es una forma de dolor psicológico. Un poco de estrés puede ser beneficioso, ya que puede mejorar el rendimiento deportivo, la motivación y la respuesta al entorno. Sin embargo, el estrés excesivo puede aumentar el riesgo de derrames cerebrales, ataque cardíaco, úlceras y enfermedades mentales como la ansiedad, depresión y puede empeorar las condiciones preexistentes.
El estrés mental puede ser considerado externo y principalmente relacionado con el entorno en el que se encuentra, pero también puede ser provocado por una percepción interna que le causa a un individuo experimentar ansiedad u otros sentimientos negativos como estrés, malestar, etc., ante una situación que luego percibe como estresante.
Hans Selye (1974) hizo cuatro propuestas sobre las variaciones de estrés. En un eje ubica el estrés bueno también llamado eustrés y el estrés malo llamado distrés. Por otro lado está el sobre-estrés o hiperestrés y el bajo estrés conocido igualmente como hipoestrés. Selye aboga por equilibrarlos: el objetivo final sería equilibrar perfectamente el hiperestrés y el hipoestrés y tener la mayor cantidad posible de eustrés.
El término "eustrés" tiene provenientes de la raíz griega eu- la cual tiene como significado "bueno" (como en "euforia"). El eustrés es producido cuando una persona percibe un factor que se puede considerar  estresante como algo positivo. "Distrés" del otro lado, proviene de la raíz latina dis- (como en "disonancia" o "desacuerdo"). La angustia médicamente definida es considerada una amenaza para la calidad de vida. Ocurre cuando una demanda excede ampliamente las capacidades de una persona.

## Causas

### Neutralidad de los estresores
El estrés es una respuesta no específica. Es neutral, y lo único que varía es la severidad de la reacción. Tiene que ver con los antecedentes del individuo y sobre cómo es que este percibe una situación. Hans Selye definió el estrés como “el resultado no específico (es decir, común) de cualquier demanda sobre el cuerpo, ya sea el efecto mental o somático”. Esto incluye tanto la definición médica de estrés como una demanda física como la definición coloquial de estrés como una necesidad psicológica. Los factores estresantes son considerados como neutrales, lo cual tiene como significado que el mismo estresor puede ocasionar angustia o eustrés. Son las diferencias y respuestas individuales las que causan distrés o eustrés.

### Tipos de estresores
Un estresor es considerada como cualquier evento, experiencia o estímulo ambiental que puede ocasionar estrés en una persona. Estos eventos o experiencias son percibidos como amenazas o retos para las personas y pueden ser tanto físicos como psicológicos. Los investigadores han logrado descubrir que los factores estresantes pueden hacer que las personas sean más propensas a los problemas físicos y psicológicos, incluidas las enfermedades cardíacas y la ansiedad.
Los estresores tienen más posibilidad de afectar la salud de un individuo cuando son "crónicos, altamente disruptivos o se perciben como incontrolables". En psicología, los investigadores normalmente clasifican los diferentes tipos de estresores en cuatro diferentes categorías, los cuales son: 1) crisis/catástrofes, 2) eventos importantes de la vida, 3) molestias/micro-estresores diarios y 4) estresores ambientales. Según Ursin (1988), el factor qué hay en común entre estas categorías es considerada una inconsistencia entre los eventos esperados ("valor establecido") y los eventos percibidos ("valor real") los cuales no logran ser resueltos de manera satisfactoria, lo cual pone el estrés en un contexto más amplio de la teoría de la consistencia cognitiva.

#### Crisis/catástrofes
Este tipo de factor estresante es imprevisto e impredecible y está completamente fuera del control de las personas. Algunos ejemplos de crisis y catástrofes pueden ser: desastres naturales devastadores, como grandes inundaciones o terremotos, guerras, pandemias, etc. Aunque no es común que suceda, este tipo de factor llega a  ocasionar una cantidad significativa de estrés en la vida de una persona. La Universidad de Stanford condujo un estudio, el cual encontró que después de desastres naturales, las personas que se vieron afectadas experimentaron un gran aumento en el nivel de estrés. El estrés de combate es un problema agudo y crónico generalizado. Con ritmo rápido y urgencia de disparar primero, la ocurrencia de muertes accidentales de indefensos ("hermano" que mata a "hermano" o fratricidio) es posible. La prevención requiere una reducción del estrés, énfasis en la capacitación en vehículos, etc. conocimiento de la situación táctica y un análisis continuo de riesgos por parte de los líderes en todos los niveles.

#### Principales acontecimientos de la vida
Algunos ejemplos comúnmente conocidos como eventos importantes de la vida incluyen: el matrimonio, ir a la universidad, la muerte de un ser querido, el nacimiento de un hijo, el divorcio, la mudanza, etc. Estos eventos, ya sean positivos o negativos, pueden ocasionar un sentimiento de incertidumbre y temor, los cuales serán considerados como los conductores del estrés. Por ejemplo, la investigación ha descubierto el incremento del estrés durante la transición del bachillerato a la universidad, y los estudiantes universitarios de primer año tienen aproximadamente dos veces más probabilidades de estar estresados que los estudiantes del último año. La investigación ha encontrado que los acontecimientos significativos de la vida tienden tener menos probabilidades de ser causas importantes de estrés, debido a que ocurren con poca frecuencia.
El tiempo que transcurre a partir de lo ocurrido y si es o no un evento positivo o negativo son factores que llegan a determinar si causa o no estrés al igual que cuánto estrés ocasiona. Los investigadores han logrado descubrir que los eventos ocurridos en el último mes generalmente no están relacionados con el estrés o las enfermedades, mientras que los eventos crónicos que ocurrieron hace ya varios meses están relacionados con el estrés y la enfermedad al igual que con el cambio de personalidad. Además, los eventos positivos de la vida generalmente no están relacionados con el estrés. – y si es así, podría ser solamente un estrés trivial – mientras que los eventos negativos de la vida pueden estar relacionados con el estrés y los problemas de salud que van de la mano. Sin embargo, las experiencias positivas y los cambios de vida positivos pueden predecir disminuciones en el neuroticismo.
Problemas cotidianos/micro-estresores
Esta categoría incluye molestias diarias y menores. Los ejemplos incluyen: hacer una toma de decisiones, cumplir con los tiempos de entrega en el trabajo o la escuela, atascos de tráfico, encuentros con personalidades irritantes, etc. Comúnmente, este tipo de factor estresante incluye conflictos con otras personas. Los factores estresantes diarios, cabe mencionar que son diferentes para cada individuo, debido a que no todos perciben un evento determinado como estresante. Un ejemplo de esto podría ser que la mayoría de las personas consideran que hablar en público es estresante, pero para alguien que tiene experiencia no lo será.
Los problemas diarios son el factor estresante más común entre los adultos. La alta frecuencia de molestias hace que este factor estresante llegue a tener el efecto más fisiológico en una persona. Carolyn Aldwin, Ph.D., realizó un estudio en la Universidad Estatal de Oregón, en este, hizo un examen del nivel de intensidad percibida de los problemas diarios en la mortalidad de un individuo. El estudio de Aldwin tuvo como conclusión qué hay una fuerte correlación entre los individuos que calificaron sus molestias como muy intensas y un alto nivel de mortalidad. La percepción de uno de los factores estresantes diarios puede tener un efecto modulador sobre el impacto fisiológico de los mismos.
Existen tres tipos importantes de conflictos psicológicos que pueden causar estrés.
- El conflicto acercamiento-acercamiento, ocurre cuando una persona está eligiendo entre dos opciones igualmente atractivas, es decir, si va a ver una película o va a ver un concierto.[7]
- El conflicto de evitación-evitación ocurre cuando una persona tiene que elegir entre dos opciones igualmente poco atractivas, por ejemplo, obtener un segundo préstamo con términos poco atractivos para pagar la hipoteca o enfrentar la ejecución hipotecaria de su casa.[7]
- El conflicto de acercamiento-evitación,[7] ocurre cuando una persona se ve obligada a elegir si participar o no en algo que tiene rasgos atractivos y no atractivos. – como si asistir o no a una universidad costosa (lo que significa pedir préstamos ahora, pero también significa una educación y un empleo de calidad después de la graduación).

El estrés relacionado con viajar está derivado de tres categorías principales: tiempo perdido, sorpresas (un evento imprevisto, como un equipaje perdido o retrasado) e interrupciones de la rutina (poca capacidad para mantener los hábitos diarios).

#### Estresores ambientales
Como su nombre lo indica, estos son factores estresantes de bajo grado globales (a diferencia de los individuales), estos forman parte del entorno de fondo. Están definidos como estresantes "crónicos, valorados negativamente, no urgentes, físicamente perceptibles e intratables a los esfuerzos de las personas para cambiarlos". Algunos ejemplos más comunes sobre factores ambientales que pueden ser considerados como estresantes son la contaminación, el ruido, las aglomeraciones y el tráfico. A diferencia de los otros tres tipos de factores estresantes, estos pueden (pero no necesariamente tienen que) tener un impacto negativo en el estrés sin una conciencia consciente.

#### Estresores organizacionales
Algunos estudios realizados en campos militares y de combate hablan sobre como es que estresantes que podrían ser considerados como los más potentes pueden ser una consecuencia de los problemas de organización personal en la unidad o en el frente interno. El estrés por malas prácticas organizacionales suele estar relacionado con el "Liderazgo Tóxico", tanto en las empresas como en las organizaciones gubernamentales. 

### Impacto estresante
Las escalas de eventos de la vida pueden ser usados para evaluar eventos estresantes que las personas experimentan en sus vidas. Dentro de esas escalas se encuentra la Escala de Estrés de Holmes y Rahe, la cual también se ha llegado a conocer como Escala de Calificación de Reajuste Social, o SRRS.  Los psiquiátricos Thomas Holmes y Richard Rahe fueron los desarrolladores en el año de 1967, la escala enumera 43 eventos estresantes.
Para lograr hacer el cálculo de la puntuación de uno, se debe de sumar la cantidad de "unidades de cambio de vida" si es que ocurrió un evento en el último año. Una puntuación que sea de más de 300 significa que la persona tiene riesgo de enfermedad, una puntuación entre 150 y 299 significa que el riesgo de enfermedad es moderado y una puntuación debajo del 150 tiene como significado que la persona tiene un riesgo bastante bajo de enfermedad.
| Evento de vida                                    | unidades de cambio de vida |
| ------------------------------------------------- | -------------------------- |
| Muerte de un cónyuge                              | 100                        |
| Divorcio                                          | 73                         |
| Separación marital                                | sesenta y cinco            |
| Prisión                                           | 63                         |
| Muerte de un familiar cercano                     | 63                         |
| lesión personal o enfermedad                      | 53                         |
| Casamiento                                        | 50                         |
| Despido del trabajo                               | 47                         |
| reconciliación matrimonial                        | 45                         |
| Jubilación                                        | 45                         |
| Cambio en la salud de un miembro de la familia    | 44                         |
| El embarazo                                       | 40                         |
| Dificultades sexuales                             | 39                         |
| Ganar un nuevo miembro de la familia              | 39                         |
| Reajuste empresarial                              | 39                         |
| Cambio en el estado financiero                    | 38                         |
| Muerte de un amigo cercano                        | 37                         |
| Cambiar a otra línea de trabajo                   | 36                         |
| Cambio en la frecuencia de los argumentos         | 35                         |
| Hipoteca importante                               | 32                         |
| Ejecución de hipoteca o préstamo                  | 30                         |
| Cambio de responsabilidades en el trabajo.        | 29                         |
| Niño saliendo de casa                             | 29                         |
| Problemas con los suegros                         | 29                         |
| Destacado logro personal                          | 28                         |
| El cónyuge comienza o deja de trabajar            | 26                         |
| Comenzar o terminar la escuela                    | 26                         |
| Cambio en las condiciones de vida                 | 25                         |
| Revisión de hábitos personales.                   | 24                         |
| Problemas con el jefe                             | 23                         |
| Cambio en el horario o las condiciones de trabajo | 20                         |
| Cambio de residencia                              | 20                         |
| Cambio en las escuelas                            | 20                         |
| Cambio en la recreación                           | 19                         |
| Cambio en las actividades de la iglesia.          | 19                         |
| Cambio en las actividades sociales                | 18                         |
| Hipoteca o préstamo menor                         | 17                         |
| Cambio en los hábitos de sueño                    | dieciséis                  |
| Cambio en el número de reuniones familiares       | 15                         |
| Cambio en los hábitos alimenticios                | 14                         |
| Vacaciones                                        | 13                         |
| Violación menor de la ley                         | 10                         |

Se realizó una versión modificada para no adultos. La escala se encuentra en la parte de abajo.
| Evento de vida                                            | unidades de cambio de vida |
| --------------------------------------------------------- | -------------------------- |
| embarazo soltera                                          | 100                        |
| muerte del padre                                          | 100                        |
| Casarse                                                   | 95                         |
| divorcio de los padres                                    | 90                         |
| Adquirir una deformidad visible                           | 80                         |
| Engendrar un embarazo soltera                             | 70                         |
| Sentencia de cárcel del padre por más de un año           | 70                         |
| Separación matrimonial de los padres.                     | 69                         |
| Muerte de un hermano o hermana                            | 68                         |
| Cambio en la aceptación por parte de los compañeros.      | 67                         |
| Embarazo de hermana soltera                               | 64                         |
| Descubrimiento de ser un niño adoptado                    | 63                         |
| Matrimonio de padres con padrastros                       | 63                         |
| Muerte de un amigo cercano                                | 63                         |
| Tener una deformidad congénita visible                    | 62                         |
| Enfermedad grave que requiere hospitalización.            | 58                         |
| Reprobación de una nota en la escuela.                    | 56                         |
| No realizar una actividad extraescolar                    | 55                         |
| Hospitalización de un padre                               | 55                         |
| Sentencia de cárcel del padre por más de 30 días          | 53                         |
| Romper con novio o novia                                  | 53                         |
| A partir de la fecha                                      | 51                         |
| Suspensión de la escuela                                  | 50                         |
| Involucrarse con las drogas o el alcohol                  | 50                         |
| Nacimiento de un hermano o hermana                        | 50                         |
| Aumento de discusiones entre padres.                      | 47                         |
| Pérdida de trabajo por parte de los padres.               | 46                         |
| Destacado logro personal                                  | 46                         |
| Cambio en el estado financiero de los padres              | 45                         |
| Aceptado en la universidad de elección                    | 43                         |
| Ser un estudiante de último año en la escuela secundaria  | 42                         |
| Hospitalización de un hermano                             | 41                         |
| Aumento de la ausencia de los padres en el hogar          | 38                         |
| Hermano o hermana saliendo de casa                        | 37                         |
| Adición de un tercer adulto a la familia                  | 34                         |
| Convertirse en un miembro de pleno derecho de una iglesia | 31                         |
| Disminución de discusiones entre padres.                  | 27                         |
| Disminución de discusiones con los padres.                | 26                         |
| Madre o padre comenzando a trabajar                       | 26                         |

El SRRS es utilizado en psiquiatría para ponderar el impacto de acontecimientos de la vida.

## Medición
Las personas en esta época moderna tienden a querer intentar autoevaluar su propio "nivel de estrés"; terceros (a veces médicos) igualmente tienen la capacidad de proporcionar evaluaciones cualitativas. Los enfoques cuantitativos, tales como la respuesta galvánica de la piel u otras mediciones que dan resultados que podrían ser correlacionados con el estrés psicológico percibido, incluyen exámenes para una o múltiples  hormonas del estrés, para respuestas cardiovasculares, o para respuesta inmunitaria. Hay la existencia de algunos cuestionarios válidos para evaluar el nivel de estrés, como el Inventario de estrés de educación superior (HESI) el cual es un cuestionario válido que es usado en numerosas comunidades para examinar el nivel de estrés de los estudiantes universitarios. Existen también  bastantes métodos de medición (psico)fisiológicos que se pueden correlacionar más o menos bien con el estrés psicológico (mental o emocional) y, por ende, se usan como un posible indicador.
En la parte fisiológica de la función oculomotora, es sospechado que numerosas respuestas fisiológicas logran detectar diferentes situaciones de estrés de una manera objetiva y específica de la persona (no a través de una encuesta). Por ejemplo, mediante el movimiento de los ojos y el comportamiento de la mirada,  mediante el comportamiento de la pupila y mediante el comportamiento del parpadeo del párpado (parpadeo).

## Efectos físicos
Para lograr hacer la medición de la respuesta que tiene el cuerpo ante el estrés, los psicólogos comúnmente  utilizan el síndrome de adaptación general de Hans Selye. Este modelo biológico, es denominado "respuesta de estrés clásica", gira en torno al concepto de homeostasis. El síndrome adaptativo general, según este sistema, se presenta en tres etapas:
1. La reacción de alarma. Esta etapa ocurre cuando el factor estresante se presenta por primera vez. El cuerpo comienza a reunir recursos para lidiar con el factor estresante. El eje hipotálamo-pituitario-suprarrenal y el sistema nervioso simpático se activan, lo que da como resultado la liberación de hormonas de la glándula suprarrenal como el cortisol, la adrenalina (epinefrina) y la norepinefrina en el torrente sanguíneo para ajustar los procesos corporales. Estos ajustes hormonales aumentan los niveles de energía, aumentan la tensión muscular, reducen la sensibilidad al dolor, ralentizan el sistema digestivo y provocan un aumento de la presión arterial.[46][47] Además, el locus coeruleus, un conjunto de neuronas que contienen norepinefrina en la protuberancia del tronco encefálico cuyos axones se proyectan a varias regiones del cerebro, participa en la liberación de norepinefrina directamente en las neuronas. Se cree que los altos niveles de norepinefrina que actúan como neurotransmisores en sus receptores se expresan en las neuronas en las regiones del cerebro, como la corteza prefrontal. estar involucrado en los efectos del estrés en las funciones ejecutivas, como el deterioro de la memoria de trabajo.
2. La etapa de la resistencia. El cuerpo continúa acumulando resistencia a lo largo de la etapa de resistencia, ya sea hasta que se agotan los recursos del cuerpo, lo que lleva a la fase de agotamiento, o hasta que se elimina el estímulo estresante. A medida que el cuerpo consume más y más de sus recursos, se vuelve cada vez más cansado y susceptible a la enfermedad. En esta etapa comienzan a aparecer los primeros trastornos psicosomáticos.[47]
3. La etapa del agotamiento. El cuerpo está completamente agotado de las hormonas y los recursos de los que dependía para manejar el factor estresante. La persona ahora comienza a exhibir comportamientos como ansiedad, irritabilidad, evasión de responsabilidades y relaciones, comportamiento autodestructivo y falta de juicio. Alguien que experimenta estos síntomas tiene muchas más posibilidades de arremeter, dañar las relaciones o evitar la interacción social.[47]

Esta respuesta fisiológica al estrés tiene en su implicación altos porcentajes en cuanto a la activación del sistema nervioso simpático, un fenómeno comúnmente conocido como respuesta de "lucha o huida". La respuesta Archived implica la dilatación de la pupila, liberación de endorfinas, aumento de frecuencia cardíaca y respiratoria, cesación de los procesos de digestión, secreción de adrenalina, dilatación de las arteriolas y la constricción de las venas.

### Cáncer
El estrés psicológico no parece tener una correlación con la aparición del cáncer, sin embargo, tiene a capacidad de empeorar los resultados en aquellos que ya tienen cáncer. La investigación ha encontrado que la creencia personal en el estrés como factor de riesgo para el cáncer era común en Inglaterra, aunque se encontró que la conciencia de los factores de riesgo en general era baja.

### Otros efectos

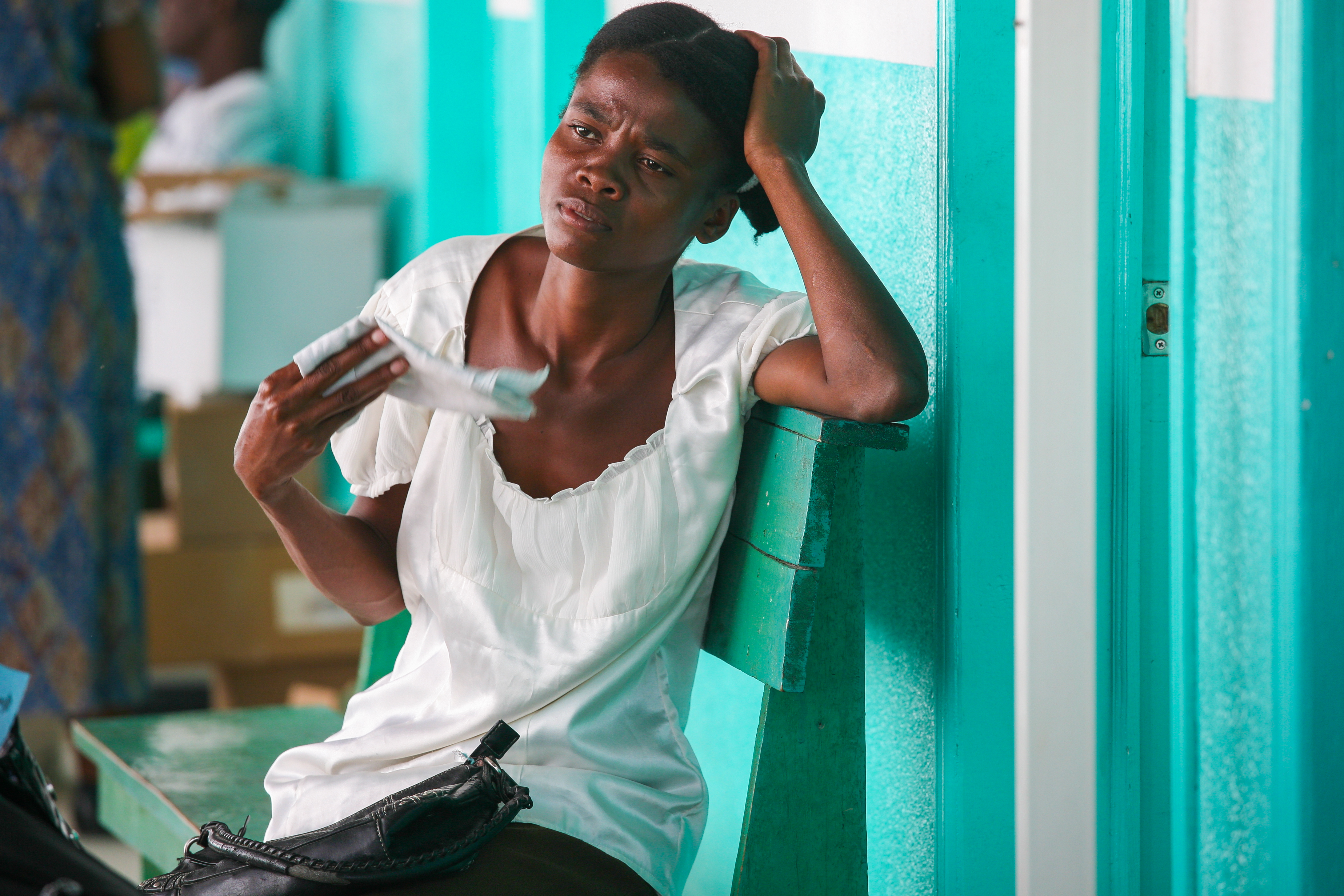
Una mujer estresada esperando en fila en un centro médico

Hay probabilidades bastante elevadas de que exista una correlación entre el estrés y la enfermedad. Teorías que hablan sobre una conexión estrés-enfermedad sugieren que tanto el estrés agudo como el crónico pueden ser la causa de algunos padecimientos, y estudios han han logrado encontrar tal vínculo. Según estas teorías, ambos tipos de estrés pueden provocar cambios en el comportamiento y en la fisiología. Los cambios de comportamiento pueden tener diferentes implicaciones en los hábitos de fumar y comer y actividad física. Los cambios fisiológicos pueden ser cambios en la activación simpática o en la activación de los adrenocorticoides en la hipófisis hipotalámica y en la función inmunológica. Sin embargo, hay bastante variabilidad en el vínculo entre el estrés y la enfermedad.
Hay evidencias de que el estrés puede ejecutar que las personas sean más susceptibles a enfermedades físicas como el constipado común. "Aunque los eventos estresantes crónicos (no obstante quia agudos) están asociados con una longevo susceptibilidad, la federación entre la variedad social y los resfriados quia tiene cambios posteriormente de controlar los eventos de la vida".  Los eventos estresantes, como los cambios de trabajo, están asimismo correlacionados con el insomnio, problemas de visión y problemas de salud. Las investigaciones señalan el tío de elemento angustioso (ora sea afilado ya crónico) y las características individuales como la perduración y el paz físico previamente del arribada del elemento angustioso pueden combinarse para precisar el ámbito del estrés en un individuo. Las características de genio de un individuo (como el altura de neuroticismo ), la genética y las experiencias de la infancia con los principales factores estresantes y traumas asimismo pueden dictar su respuesta a los factores estresantes. El estrés asimismo puede trasladar dolores de cabeza. 
El estrés crónico y la falta de recursos de afrontamiento disponibles o accesibles para una persona a menudo conducen al desarrollo de problemas de salud mental como depresión y ansiedad (para obtener más información, consulte a continuación).  Esto es especialmente cierto con respecto a los factores estresantes crónicos. Estos pueden no ser tan fuertes como los estresores agudos, como los desastres naturales o las catástrofes, pero son estresores más duraderos. Estos tipos de factores estresantes tienden a tener un impacto bastante negativo en la salud. Esto se debe a que son continuos y, por lo tanto, requieren respuestas fisiológicas del cuerpo a diario, etc.), desgastan el cuerpo más rápido y generalmente ocurren durante un largo período de tiempo. Para obtener más información sobre los procesos biológicos por los que el estrés crónico afecta al cuerpo, consulte Estrés alostático. Por ejemplo, los estudios han encontrado que los cuidadores, especialmente aquellos con demencia, tienen más probabilidades de estar deprimidos y tener una salud física ligeramente peor que los no cuidadores. 
Los estudios también han demostrado que el estrés crónico y la hostilidad percibida asociados con la personalidad tipo A a menudo se asocian con un riesgo mucho mayor de enfermedad cardiovascular. Esto se debe a un sistema inmunitario debilitado y a una intensa excitación del sistema nervioso simpático. que ocurre como parte de la respuesta fisiológica del cuerpo a eventos estresantes. Pero es posible que la gente se resista. – Un término que se refiere a la capacidad de mantenerse saludable bajo estrés crónico. El estrés crónico puede estar relacionado con trastornos psiquiátricos como los delirios.  La ansiedad patológica y el estrés crónico conducen a la degeneración estructural y la disfunción del hipocampo.
Durante mucho tiempo se ha pensado que los estados emocionales negativos, como la ansiedad y la depresión, pueden influir en la etiología de la enfermedad física e influir directamente en los procesos biológicos que, en última instancia, pueden aumentar el riesgo de enfermedad, pero investigaciones de la Universidad de Wisconsin-Madison y otros muestran que esto es parcialmente erróneo. Sentirse estresado parece aumentar el riesgo de mala salud, y cuanto más se percibe como dañino, mayor es el riesgo. Por ejemplo, cuando una persona está bajo estrés crónico, es más probable que experimente cambios duraderos en sus respuestas fisiológicas, emocionales y conductuales. Dichos cambios pueden provocar enfermedades. El estrés crónico es el resultado de eventos estresantes que duran un período de tiempo relativamente largo, como experimentar una agresión sexual, así como una experiencia que lo deja abrumado mucho después de que termine.
Los experimentos muestran que cuando se exponen a factores estresantes agudos de laboratorio, los individuos sanos muestran una mejora adaptativa de varios marcadores de inmunidad innata, mientras que las funciones inmunitarias específicas generalmente se suprimen. Por el contrario, cuando las personas sanas se exponen al estrés crónico de la vida real, el estrés provoca una respuesta inmunitaria bifásica en la que la supresión parcial de la función humoral y celular es compatible con una inflamación leve no específica.
El estrés emocional a menudo se asocia con enfermedades y dolencias, pero la mayoría de las personas sanas permanecen libres de enfermedades después de eventos estresantes crónicos.Incluso aquellos que no creen no corren un mayor riesgo de enfermedad, enfermedad o muerte. Esto sugiere diferencias individuales en la susceptibilidad a los posibles efectos patógenos del estrés. Las diferencias individuales en la vulnerabilidad surgen de factores tanto genéticos como psicológicos. La edad a la que se produce el estrés también puede determinar los efectos sobre la salud. Los estudios muestran que el estrés crónico a una edad temprana puede tener efectos de por vida en las respuestas biológicas, psicológicas y conductuales posteriores al estrés. 

## Impacto social
Comunicación
Cuando una persona está estresada, pueden surgirle muchos desafíos; uno de estos podría ser la dificultad al momento de comunicarse. Estos son algunos ejemplos de cómo el estrés puede dificultar la comunicación.
Las culturas alrededor del mundo están divididas en dos categorías; individualista y colectivista.
- Una cultura individualista, como la de los Estados Unidos, donde todos son una entidad independiente definida por sus logros y metas.
- Una cultura colectivista, como la de muchos países asiáticos, prefiere ver a los individuos como interdependientes unos de otros. Valoran la modestia y la familia.

Estas diferencias culturales pueden afectar la forma en que las personas se comunican bajo estrés. Por ejemplo, un miembro de una cultura individualista sería reacio a pedir analgésicos por miedo a ser visto como débil. Un miembro de una cultura colectivista no dudará. Crecieron en una cultura donde todos se ayudan mutuamente y son unidades funcionales, mientras que un miembro de una cultura individualista es menos probable que pida ayuda a los demás. 

#### Las barreras del idioma
La barrera del idioma puede ser estresante y, a veces, ese estrés empeora la barrera del idioma. Las personas pueden sentirse incómodas con las dificultades causadas por las diferencias en la sintaxis, el vocabulario, las formas de mostrar respeto y el uso del lenguaje corporal. Junto con el deseo de tener interacciones sociales exitosas, la incomodidad social alrededor de una persona puede disuadirla de socializar en absoluto, lo que aumenta la barrera del idioma. Esta barrera puede conducir a la alienación cultural y la especulación acerca de por qué las personas se sienten más cómodas hablando con personas de su propia cultura. 
El modelo "Sistema 1 - Sistema 2" de Daniel Kahneman ("Thinking Fast and Slow") y otros distingue entre respuestas automáticas, como el idioma nativo, y un idioma extranjero que requiere del Sistema 2 para traducir" a través de un esfuerzo mental consciente que lo hace más difícil y estresante.
Cambios en el hogar
El divorcio, la muerte y el nuevo matrimonio son devastadores para la familia. Si bien tales eventos pueden afectar a todos los participantes, son más pronunciados en los niños. Debido a su edad, los niños tienen habilidades de afrontamiento relativamente débiles. Debido a esto, un evento estresante puede provocar algunos cambios en su comportamiento. Conocer nuevas multitudes, desarrollar hábitos nuevos ya veces indeseables son solo algunos de los cambios que el estrés puede provocar en su vida.
Una respuesta particularmente interesante al estrés es hablar con un amigo imaginario. El niño puede estar enojado con los padres o compañeros que creen que causaron el cambio. Necesitan a alguien con quien hablar, pero definitivamente esa no es la persona con la que están enojados. En este punto, aparece un amigo imaginario. Ellos "hablan" con este amigo imaginario, pero al hacerlo cortan el contacto con las personas reales que los rodean.

### Apoyo social y salud
Los investigadores han estado interesados durante mucho tiempo en cómo el nivel y el tipo de apoyo social de una persona afecta los efectos del estrés en su salud. La investigación muestra consistentemente que el apoyo social puede proteger contra los efectos psicológicos y físicos del estrés. Esto puede ocurrir a través de una variedad de mecanismos. Un modelo, conocido como el modelo de "efectos directos", argumenta que el apoyo social tiene un efecto directo y positivo sobre la salud, potenciando los efectos positivos, promoviendo conductas de salud adaptativas, previsibilidad y estabilidad en la vida, y protegiendo contra la ansiedad que pueden afectar la salud. Otro modelo, el "efecto amortiguador", sugiere que el apoyo social tiene un mayor impacto en la salud durante momentos de estrés, ya sea ayudando a las personas a evaluar situaciones de manera menos amenazante o ayudando a las personas a lidiar con el estrés real. Los investigadores han encontrado evidencia que respalda ambas vías.
El apoyo social se define con mayor precisión como los recursos psicológicos y materiales proporcionados por una red social y destinados a ayudar a una persona a sobrellevar el estrés. Los investigadores suelen distinguir entre varios tipos de apoyo social: apoyo instrumental, que se refiere a la ayuda material (ej., apoyo financiero o ayuda con el transporte a una cita médica), apoyo informal (ej., ciudad, conocimiento, educación o asesoramiento en la resolución de problemas) y apoyo emocional (ej., empatía, seguridad, etc.).  El apoyo social puede reducir el estrés durante el embarazo. Las investigaciones han demostrado que aquellos que han hecho cambios importantes en su vida con poco apoyo social tienen más probabilidades de experimentar complicaciones. Aquellos con un sistema de apoyo más grande tienen menos probabilidades de desarrollar complicaciones.

## Manejo
"Stress Relief" redirects here. For The Office episode, see Stress Relief (The Office).
"Stress Reliever" redirects here. For the track, see R.E.D. (Ne-Yo álbum).
El manejo del estrés hace referencia a una amplitud de técnicas y psicoterapias que están destinadas a manejar los niveles de estrés de una persona, en especial el estrés crónico, para lograr una mejora en su funcionamiento diario. Implica controlar y reducir la tensión que se produce en situaciones estresantes realizando cambios emocionales y físicos.

### Prevención y construcción de resiliencia
La disminución de los comportamientos estresantes es parte de la prevención. Entre algunas de las estrategias y técnicas más comunes están: el autocontrol, la adaptación, el refuerzo material, el refuerzo social, el apoyo social, la autocontratación, la contratación con otras personas significativas, la formación, los recordatorios, los grupos de autoayuda y la ayuda profesional.
Aunque muchas técnicas han sido desarrolladas de forma tradicional para lidiar con las consecuencias del estrés, también se han realizado investigaciones bastante significativas sobre la prevención del estrés, un tema que esta bastante relacionado con la construcción de resiliencia psicológica. Igualmente, se han desarrollado varios enfoques de autoayuda para la prevención del estrés y el desarrollo de la resiliencia, basándose principalmente en la teoría y la práctica de la terapia cognitivo-conductual.
La biorretroalimentación también puede tener un rol en el manejo del estrés. Un estudio aleatorio realizado por Sutarto et al. evaluó el efecto que tiene la biorretroalimentación de respiración resonante (reconocer y controlar la variabilidad involuntaria de la frecuencia cardíaca) entre los operadores de fabricación; la depresión, la ansiedad y el estrés tuvieron un descenso significativo. [ fuente no primaria necesaria ]
Ejercicio para reducir el estrés
Algunos se studios realizados han logrado demostrar que el ejercicio reduce el estrés. El ejercicio reduce de manera efectiva la fatiga, mejora el sueño, la función cognitiva general, el estado de alerta y la concentración, igualmente logra disminuir los niveles generales de tensión y mejora la autoestima. Gracias a que muchos de estos disminuyen cuando una persona experimenta estrés crónico, el ejercicio proporciona un mecanismo de defensa ideal. A pesar de la creencia popular, no es completamente necesario que el ejercicio tenga que ser rutinario o intenso para reducir el estrés. Aunque sea con cinco minutos de cualquier ejercicio aeróbico puede comenzar a estimular los efectos contra la ansiedad. Incluso, una caminata de 10 minutos logra proporcionar los mismos beneficios psicológicos que un entrenamiento de 45 minutos, recalcando la afirmación de que el ejercicio en cualquier cantidad o intensidad lograrán disminuir el estrés. El ciclismo y caminata tienen puntajes de estrés más bajos en comparación con otras formas de transporte  o desplazamientos.
Explicaciones teóricas
Una gran cantidad de teorías han sido presentadas en intentos de explicar el por qué ejercitarse logra reducir el estrés de manera efectiva. Una teoría, también conocida como la hipótesis del tiempo de espera, afirma que el ejercicio proporciona una distracción del factor estresante. La hipótesis hace esta afirmación ya que el ejercicio reduce el estrés porque brinda a las personas un descanso de sus estresantes. Esto fue comprobado en un estudio reciente de mujeres universitarias quiénes  habían identificado el estudio como su principal factor estresante. Después de esto, fueron colocadas bajo cuatro condiciones en diferentes ocasiones: "descanso", "estudio", "ejercicio" y "estudio mientras se ejercita". Los niveles de estrés de las participantes fueron medidos por medio de autoevaluaciones de los síntomas de estrés y ansiedad después de cada condición. Los resultados demostraron que la condición de "ejercicio" tuvo la reducción más significativa en los síntomas de estrés y ansiedad. Estos resultados hicieron la descripción para demostrar la validez de la hipótesis del tiempo fuera. También es importante señalar que el ejercicio proporcionó una mayor reducción del estrés que el descanso.

### Mecanismos de defensa
Artículo principal: Copiando (psicología)
El modelo de Lazarus y Folkman sugiere que los eventos externos crean una forma de presión para lograr, participar o experimentar una evento estresante. El estrés no es el evento externo como tal, más bien es una interpretación y respuesta a la posible amenaza; este el momento cuando comienza el proceso de autodefensa.
Hay varias maneras en las cuales las personas deciden lidiar con las amenazas que pueden ser consideradas como estresantes. Sin embargo, las personas tienden a responder a estas situaciones consideradas como factores de estrés con un estilo de defensa predominante, en el que descartan los sentimientos o manipulan la situación estresante.
Existen diferentes clasificaciones para los mecanismos de afrontamiento o defensa, más todas estas son variaciones del mismo punto general, el cual dice que existen formas tanto buenas/productivas como negativas/contraproducentes de manejar el estrés. Debido a que el estrés es percibido, los siguientes mecanismos no se ocupan necesariamente de la situación real que está causando el estrés individual. Sin embargo, pueden llegar a considerarse mecanismos de defensa si estos permiten que el individuo afronte mejor los sentimientos negativos/ansiedad que está siendo experimentada debido a la situación estresante percibida, en lugar de corregir realmente el obstáculo concreto que causa el estrés. Los siguientes mecanismos están adaptados de la Escala de funcionamiento adaptativo DSM-IV, APA, 1994.
Mecanismos altamente adaptativos/activos/centrados en el problema
Estas habilidades son a las que podríamos referirnos como “enfrentar el problema de frente”, o al menos lidiar con las emociones negativas experimentadas por el estrés de una forma constructiva. (generalmente adaptativo)
- Afiliación (" cuidar y hacerse amigo "): implica lidiar con el estrés recurriendo a una red social en busca de apoyo, pero un individuo no comparte con otros para difundir o evitar la responsabilidad.[68][69]
- Humor : el individuo sale de una situación para obtener una mayor perspectiva y también para resaltar cualquier aspecto cómico que se encuentre en sus circunstancias estresantes.[68]

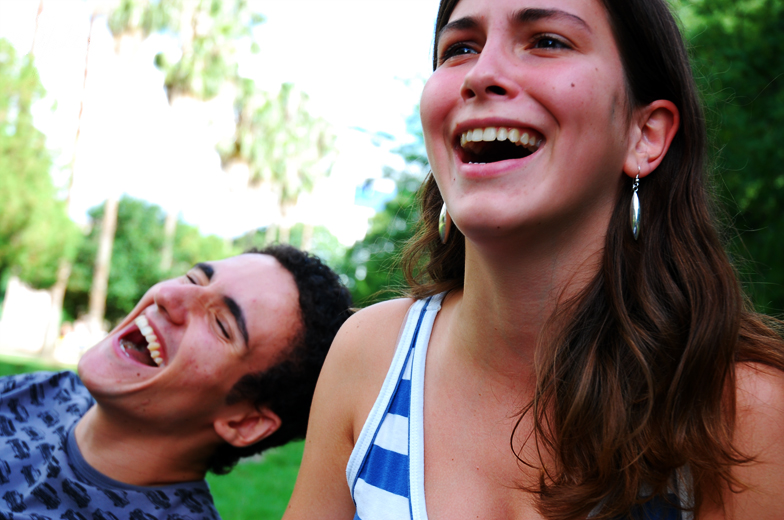
Lidiando a través de la risa

“La Asociación para el Humor Terapéutico y Aplicado define el humor terapéutico como 'cualquier intervención que promueva la salud y el bienestar estimulando un descubrimiento, expresión o apreciación lúdica de lo absurdo o la incongruencia de las situaciones de la vida'. Esta intervención puede mejorar la salud o usarse como un tratamiento complementario de la enfermedad para facilitar la curación o el afrontamiento, ya sea físico, emocional, cognitivo o espiritual”.
Sigmund Freud, un conocido neurólogo, sugiere que el humor era una excelente estrategia defensiva en situaciones emocionales. Cuando uno se ríe durante una situación difícil, se siente ausente de sus preocupaciones y esto le permite pensar diferente. Cuando uno experimenta una mentalidad diferente, se siente más en control de su respuesta y de cómo lidiaría con el evento que causó el estrés.
Lefcourt (2001) sugiere que este humor de toma de perspectiva es el más eficaz debido a su capacidad para distanciarse de la situación de gran estrés. Los estudios muestran que el uso de la risa y el humor crea una sensación de alivio del estrés que puede durar hasta 45 minutos después de la risa.
Además, se ha visto que la mayoría de los niños hospitalizados utilizan la risa y el juego para aliviar el miedo, el dolor y el estrés. Se ha descubierto que existe una gran importancia en el uso de la risa y el humor para afrontar el estrés. Los humanos deberían usar el humor como un medio para trascender su comprensión original de un evento externo, tomar una perspectiva diferente, en la que su ansiedad pueda ser minimizada.
- Sublimación : permite una "resolución indirecta del conflicto sin consecuencias adversas ni consecuencias marcadas por la pérdida del placer".[72] Esencialmente, este mecanismo permite canalizar emociones o impulsos perturbadores hacia una salida socialmente aceptable.
- Reevaluación positiva : redirige los pensamientos (energía cognitiva) hacia cosas buenas que están ocurriendo o no han ocurrido. Esto puede conducir al crecimiento personal, la autorreflexión y la conciencia del poder/beneficios de los esfuerzos de uno.[73] Por ejemplo, los estudios sobre veteranos de guerra o de operaciones de mantenimiento de la paz indican que las personas que interpretan un significado positivo de sus experiencias de combate o amenazas tienden a adaptarse mejor que aquellas que no lo hacen.[74]

El modelo final logró ajustarse correctamente (CF1 = 1, RMSEA = 0,00) y mostró que las trayectorias directas de calidad de vida con β = -0,2 y el apoyo social de forma indirecta con β = -0,088 lograron tener los efectos más significativos en la reducción del estrés durante el proceso de gestación. Otros mecanismos también llamados adaptativos de afrontamiento incluyen la anticipación, el altruismo y la autoobservación.

#### Mecanismos mentales de inhibición/rechazo
Estos mecanismos ocasionan una consciencia disminuida por parte del individuo (o en algunos casos inexistente) sobre su ansiedad, ideas amenazantes, miedos, etc., que provienen de tener consciente la amenaza percibida.
- Desplazamiento : esto es cuando un individuo redirige sus sentimientos emocionales sobre una situación a otra, menos amenazante.[75]
- Represión : la represión ocurre cuando un individuo intenta eliminar todos sus pensamientos, sentimientos y cualquier cosa relacionada con la amenaza (percibida) perturbadora/estresante de su conciencia para desconectarse de toda la situación. Cuando se hace durante el tiempo suficiente de manera exitosa, esto es más que una simple negación.
- Formación de reacción : un intento de eliminar cualquier "pensamiento inaceptable" de la conciencia de uno reemplazándolo con exactamente lo contrario.[76]

Otros mecanismos de defensa de inhibición incluyen deshacer, disociación, la negación, la proyección y también la racionalización. A pesar de que algunas personas pueden afirmar que la inhibición de los mecanismos de defensa puede eventualmente aumentar el nivel de estrés ya que el problema no se resuelve, en algunas ocasiones, desconectarse del factor estresante puede ser de ayuda para las personas que necesitan o buscan distanciarse temporalmente el estrés y estar más preparadas para enfrentar los problemas más adelante.

#### Mecanismos activos
Estos métodos logran lidiar con el estrés cuando un individuo toma acción o se retira literalmente.
- Actuar mal : a menudo visto como un comportamiento antinormativo o problemático. En lugar de reflexionar o resolver problemas, un individuo toma una acción desadaptativa.[69]
- Agresión pasiva : cuando un individuo lidia indirectamente con su ansiedad y pensamientos/sentimientos negativos derivados de su estrés actuando de manera hostil o resentida hacia los demás. Quejas de rechazo de ayuda también pueden incluirse en esta categoría.

#### Promoción de la salud
Existe una alternativa para tener la capacidad de afrontar el estrés, en el que se trabaja para minimizar su ansiedad y estrés de forma preventiva.
Las estrategias que se sugieren para mejorar el manejo del estrés incluyen:
1. Ejercicio regular: establezca un programa de acondicionamiento físico, 3 o 4 veces por semana
2. Sistemas de apoyo: para escuchar, ofrecer consejos y apoyarse mutuamente
3. Gestión del tiempo: desarrolle un sistema organizativo
4. Imágenes y visualización guiadas: cree un estado mental relajante
5. Relajación muscular progresiva: afloja los grupos de músculos tensos
6. Entrenamiento en asertividad – trabajo en comunicación efectiva
7. Redacción de diarios: expresar emociones verdaderas, autorreflexión
8. Gestión del estrés en el lugar de trabajo: organice un nuevo sistema, cambie de tareas para reducir su propio estrés.

Según la situación, todos estos llamados ‘mecanismos de defensa’ pueden ser adaptativos o desadaptativos.

## Estrategias para manejar el estrés
El estrés es una respuesta natural del cuerpo, pero cuando es constante puede afectar tu salud. Estas estrategias te ayudarán a controlarlo:

### 1. Identifica la causa
- Anota qué situaciones te generan estrés (trabajo, relaciones, etc.).
- Clasifícalas en "puedo controlar" y "no puedo controlar".

### 2. Técnicas de relajación inmediata
- Respiración profunda: Inspira por 4 segundos, sostén 4 segundos y exhala por 6 segundos. Repite 5 veces.
- 5-4-3-2-1: Observa 5 objetos, escucha 4 sonidos, toca 3 texturas, identifica 2 olores y 1 sabor.

### 3. Hábitos que reducen el estrés
- Movimiento: Camina 20 minutos al día o practica yoga.
- Rutina de sueño: Duerme 7-8 horas en un horario fijo.
- Alimentación: Reduce cafeína y azúcar; aumenta frutas, verduras y agua.

### 4. Mentalidad y emociones
- Diario emocional: Escribe lo que sientes para liberar tensiones.
- Aprende a decir "no": No sobrecargues tu agenda.
- Enfócate en soluciones: ¿Qué pequeño paso puedes dar hoy?

### 5. Busca apoyo
- Habla con amigos o familiares de confianza.
- Si el estrés afecta tu vida diaria, considera terapia psicológica.

Recuerda: El estrés no desaparece, pero puedes aprender a manejarlo. Prueba estas estrategias y elige las que mejor funcionen para ti.

## Historia
Antes de que fuera introducido el concepto del "estrés" en un sentido psicológico c. 1955, las personas ya tenían identificada una gama de ideas más matizadas para poder hacer descripciones y confrontaciones en cuanto al sus emociones, como lo son la  preocupación, dolor, obsesión, miedo, molestia, ansiedad, angustia, sufrimiento y pasión. "El estrés "se ha convertido como consecuencia en un pilar de la psicología popular. A pesar de que este se analiza a lo largo de la historia desde muchos temas y culturas distintos, no existe un consenso universal sobre la descripción del estrés. Esto ha llevado a una gran cantidad de tipos de investigación, analizando los diferentes aspectos del estrés psicológico y cómo cambia a lo largo de la vida.